# Fitz Roy (islas Malvinas)
Fitz Roy (o Fitzroy) es un asentamiento en la Isla Soledad, Islas Malvinas. Se divide en Fitz Roy Norte y Fitz Roy Sur. El primero se ubica a una altitud de 57 m s. n. m., mientras que el segundo, a 1.
Lleva el nombre de Robert Fitz Roy (1805-1865) que navegó con Charles Darwin (1809-1882) a bordo del buque HMS Beagle, y está en la ensenada conocida como bahía Agradable.

## Guerra de las Malvinas

### Captura de Fitzroy
El POA N.º 8 de la Fuerza Aérea Argentina en el monte Smoko operó hasta ser sobrepasado por comandos británicos. Localizados y bombardeados por fuego naval, abandonaron la posición y regresaron a pie. Al tercer día perdieron contacto radial y al quinto día fueron encontrados por hombres del Regimiento de Infantería 4 en las inmediaciones del monte Challenger, después de eludir patrullas enemigas infiltradas del SAS.
En Teal Inlet, el transporte Sir Percivale llegó el 1 de junio para reponer los suministros de los hombres del Tercer Batallón de Paracaidistas del teniente coronel Hew Pike, quienes habían tomado Estancia House.
El 2 de junio llegó la orden de la X Brigada de destruir el puente de Fitzroy y alrededor de las 14:30 el teniente Darío Horacio Blanco detonó las cargas colocadas por su pelotón de ingenieros que daba la seguridad al puente cercano a los establecimientos de Fitzroy y Bluff Cove. A los ingenieros argentinos les costó varios kilómetros de marcha y frío volver a reunirse con su Compañía de Ingenieros 9.
El 3 y 4 de junio, desde el puesto de observación donde se encontraban el POA N.º 7, los argentinos informaron sobre el desplazamiento de dos escuadrillas de helicópteros que evolucionaban sobre Fitzroy realizando una serie de tareas antes de volver hacia San Carlos. Dichas operaciones se realizaron en varias oportunidades.
Sobre las 14:00 horas del 4 de junio, las tres compañías de infantería del 45 CDO llegaban al Bluff Cove Peak y liberaban a la patrulla de la SAS presente de sus misiones en las cercanías del monte pudiendo realizar otros cometidos.
El puesto de observación M-5 de la Fuerza Aérea Argentina en Bombilla Hill continuó operando detrás de las líneas enemigas. El constante movimiento de personal y de vehículos en la zona, dificultó su rescate y tuvieron que permanecer hasta el 5 de junio cuando fueron capturados.

### Ataques aéreos
El 8 de junio de 1982 ―en el marco de la guerra de Malvinas―, los barcos británicos Sir Tristram y Sir Galahad fueron atacados por aviones argentinos y gravemente dañados durante la descarga de tropas y suministros en Fitz Roy. En el ataque murieron más de 50 soldados británicos y otros 150 fueron heridos. Tres pilotos argentinos perdieron la vida en el ataque: el alférez Jorge Alberto Vázquez (24), el teniente Juan José Arrarás (25) y el teniente Danilo Rubén Bolzán.